# Narodowe Muzeum Pałacowe
Narodowe Muzeum Pałacowe (chin. trad. 國立故宮博物院, chin. upr. 国立故宫博物院, pinyin Gúolì Gùgōng Bówùyùan) – muzeum i galeria sztuki w Tajpej, na Tajwanie. Otwarte zostało w 1965 roku. Umieszczono w nim dzieła sztuki wywiezione z Zakazanego Miasta podczas ewakuacji sił Kuomintangu na Tajwan.
W muzeum przechowywana jest największa i najsłynniejsza na świecie kolekcja sztuki chińskiej, składająca się z ok. 700 tysięcy unikatowych eksponatów, które w większości pochodzą z cesarskiej kolekcji sztuki zgromadzonej przez cesarza Qianlonga.